# Primera Liga de Eslovenia 2021-22
La Primera Liga de Eslovenia 2021-22 es la edición número 31 de la Primera Liga de Eslovenia. La temporada comenzó el 16 de julio de 2021 y terminara en mayo de 2022.
Mura es el campeón defensor.

## Formato
Los diez equipos participantes jugarán entre sí todos contra todos cuatro veces totalizando treinta y seis partidos cada uno, al término de la fecha treinta y seis el primer clasificado obtendrá un cupo para la Primera ronda de la Liga de Campeones 2022-23, mientras que el segundo y tercer clasificado obtendrán un cupo para la Primera ronda de la Liga Europa Conferencia 2022-23. Por otro lado el último clasificado descenderá a la Segunda Liga 2022-23, mientras que el noveno clasificado jugará el Play-off de relegación contra el segundo clasificado de la Segunda Liga 2021-22 para determinar cual de los dos jugará en la Primera Liga de Eslovenia 2022-23.
Un tercer cupo para la Primera ronda de la Liga Europa Conferencia 2022-23 será asignado al campeón de la Copa de Eslovenia.

## Ascensos y descensos
| Pos. | Descendidos de Primera Liga 2020-21 |
| ---- | ----------------------------------- |
| 10.º | Gorica                              |

| Pos. | Ascendidos de Segunda Liga 2021-22 |
| ---- | ---------------------------------- |
| 1.º  | Radomlje                           |

## Clasificación
| Pos. | Equipo             | Pts. | PJ | G  | E  | P  | GF | GC | Dif. | Clasificación o descenso                                          |
| ---- | ------------------ | ---- | -- | -- | -- | -- | -- | -- | ---- | ----------------------------------------------------------------- |
| 1    | Maribor (C)        | 70   | 36 | 21 | 7  | 8  | 57 | 37 | +20  | Primera fase clasificatoria de la Liga de Campeones 2022-23       |
| 2    | Koper              | 67   | 36 | 19 | 10 | 7  | 54 | 38 | +16  | Primera fase clasificatoria de la Liga Europa Conferencia 2022-23 |
| 3    | Olimpija Ljubljana | 62   | 36 | 18 | 8  | 10 | 53 | 38 | +15  | Primera fase clasificatoria de la Liga Europa Conferencia 2022-23 |
| 4    | Mura               | 57   | 36 | 15 | 12 | 9  | 57 | 50 | +7   |                                                                   |
| 5    | Bravo              | 49   | 36 | 13 | 10 | 13 | 33 | 33 | 0    |                                                                   |
| 6    | Radomlje           | 46   | 36 | 12 | 10 | 14 | 47 | 52 | −5   |                                                                   |
| 7    | Domžale            | 45   | 36 | 11 | 12 | 13 | 47 | 46 | +1   |                                                                   |
| 8    | Celje              | 42   | 36 | 12 | 6  | 18 | 46 | 50 | −4   |                                                                   |
| 9    | Tabor Sežana       | 30   | 36 | 7  | 9  | 20 | 30 | 41 | −11  | Promoción de descenso                                             |
| 10   | Aluminij           | 24   | 36 | 4  | 12 | 20 | 33 | 72 | −39  | Descenso a Segunda Liga                                           |

 Fuente: PrvaLiga
Criterios de clasificación: 1) Points; 2) Head-to-head points; 3) Head-to-head goal difference; 4) Head-to-head goals scored; 5) Goal difference; 6) Goals scored

## PrvaLiga play-off
El encuentro entre el noveno de la Primera Liga y el subcampeón de la segunda liga disputarán la definición de ascenso programada para mayo de 2022.
| 25 de mayo de 2022 | Tabor Sežana                     | 3:1 (1:0) | Triglav Kranj  | Rajko Stolfa Stadium, Sežana |                       |
|                    | - Stančič 4' - Ndzengue 75', 80' | Reporte   | - 49' Vipotnik | Árbitro(s): Matej Jug        | Árbitro(s): Matej Jug |

| 29 de mayo de 2022 | Triglav Kranj             | 2:5 (1:3) (Global 3:8) | Tabor Sežana                                        | Sportni center Kranj, Kranj |                            |
|                    | - Matić 45+2' (pen.), 72' | Reporte                | - 8', 39', 51' Stančič - 11' Ndzengue - 86' Ovsenek | Árbitro(s): Rade Obrenović  | Árbitro(s): Rade Obrenović |